# Episodi di E.R. - Medici in prima linea (settima stagione)
La settima stagione della serie televisiva E.R. - Medici in prima linea è andata in onda negli Stati Uniti sulla NBC dal 12 ottobre 2000 al 17 maggio 2001.
In Italia la stagione è andata in onda trasmessa su Rai 2 dal 23 aprile al 19 novembre 2001.
| nº | Titolo originale        | Titolo italiano           | Prima TV USA     | Prima TV Italia   |
| -- | ----------------------- | ------------------------- | ---------------- | ----------------- |
| 1  | Homecoming              | Ritorno alla vita         | 12 ottobre 2000  | 23 aprile 2001    |
| 2  | Sand and Water          | Sabbia e acqua            | 19 ottobre 2000  | 23 aprile 2001    |
| 3  | Mars Attacks            | Pronto soccorso galattico | 26 ottobre 2000  | 30 aprile 2001    |
| 4  | Benton Backwards        | Marcia indietro           | 2 novembre 2000  | 7 maggio 2001     |
| 5  | Flight of Fancy         | Matrimonio d'emergenza    | 9 novembre 2000  | 24 settembre 2001 |
| 6  | The Visit               | La madre                  | 16 novembre 2000 | 24 settembre 2001 |
| 7  | Rescue Me               | Salvami!                  | 23 novembre 2000 | 1º ottobre 2001   |
| 8  | The Dance We Do         | La nostra danza           | 7 dicembre 2000  | 1º ottobre 2001   |
| 9  | The Greatest of Gifts   | I dubbi di Chen           | 14 dicembre 2000 | 8 ottobre 2001    |
| 10 | Piece of Mind           | Capodanno da ricordare    | 4 gennaio 2001   | 8 ottobre 2001    |
| 11 | Rock, Paper, Scissors   | Sensi di colpa            | 11 gennaio 2001  | 15 ottobre 2001   |
| 12 | Surrender               | Consapevolezza            | 1º febbraio 2001 | 15 ottobre 2001   |
| 13 | Thy Will Be Done        | Vite in bilico            | 8 febbraio 2001  | 22 ottobre 2001   |
| 14 | A Walk in the Woods     | La forza della fede       | 15 febbraio 2001 | 22 ottobre 2001   |
| 15 | The Crossing            | Deragliamento             | 22 febbraio 2001 | 29 ottobre 2001   |
| 16 | Witch Hunt              | Caccia alle streghe       | 1º marzo 2001    | 29 ottobre 2001   |
| 17 | Survival of the Fittest | Selezione naturale        | 29 marzo 2001    | 5 novembre 2001   |
| 18 | April Showers           | Sposa bagnata             | 19 aprile 2001   | 5 novembre 2001   |
| 19 | Sailing Away            | Maggie                    | 26 aprile 2001   | 12 novembre 2001  |
| 20 | Fear of Commitment      | L'udienza                 | 3 maggio 2001    | 12 novembre 2001  |
| 21 | Where the Heart Is      | Progetto di vita          | 10 maggio 2001   | 19 novembre 2001  |
| 22 | Rampage                 | Furia scatenata           | 17 maggio 2001   | 19 novembre 2001  |

## Ritorno alla vita
- Titolo originale: Homecoming
- Diretto da: Jonathan Kaplan
- Scritto da: Jack Orman

### Trama
John Carter ha terminato i 90 giorni di terapia nel centro di Atlanta, e si prepara a tornare alla sua vecchia vita. Greene e Corday tornano dalle vacanze e trovano un po' di confusione dovuta allo sciopero degli inservienti.
Romano tiene sulle spine Benton che cerca un posto da assistente per il nuovo anno; ma alla fine Peter la spunta. Arriva un giocatore di football, Palmieri, infortunatosi durante uno scontro di gioco; le sue condizioni sembrano buone ma sorgono alcune complicazioni.
Jing-Mei è un po' distratta, ha scoperto di essere incinta ed è oramai già avanti nei tempi; ma nessuno, al policlinico, sa di questo accaduto. Abby riceve la notizia che l'ex-marito non ha pagato alcune rate dell'università e quindi le è stato revocato il nulla osta per proseguire il tirocinio ed è costretta a lasciare il reparto. Furiosa, va alla ricerca dell'ex e gli sfoga la sua rabbia.
Intanto arriva una serie di feriti massiccio dallo stadio dove si giocava la partita a cui partecipava Palmieri e con l'emergenza già in corso per gli scioperi la situazione precipita. Al pronto soccorso si scatena una mega rissa tra le due squadre ma alla fine il giocatore si riprende.
- Altri interpreti: Wentworth Miller (Mike Palmieri)

## Sabbia e acqua
- Titolo originale: Sand and Water
- Diretto da: Christopher Misiano
- Scritto da: Jack Orman

### Trama
Mark ed Elizabeth cominciano a sperimentare i piccoli problemi dovuti alla convivenza; problemini che cominciano ad irritare la stessa Elizabeth. Carter comincia a frequentare gli incontri degli alcolisti anonimi, dove, con stupore, trova Abby.
Dopo l'incontro arriva al pronto soccorso per un incontro di controllo e verifica per valutare il suo rientro all'attività. John, che vuole a tutti i costi riprendere ad esercitare, accetta tutti i controlli e le terapie imposte dalla Weaver e da Greene. Abby, vista l'impossibilità di proseguire il tirocinio, rientra al suo lavoro di infermiera di ginecologia, e viene chiamata al pronto soccorso per uno spinoso caso di parto prematuro alla 22ª settimana.
Kovac si occupa di un delicato caso di polmonite che ha risvolti burocratici; la donna convive da molti anni con la sua compagna, ma quest'ultima, non avendo una procura scritta, non può decidere per le sue cure. Mark porta Elizabeth a vedere una nuova casa con tutte le caratteristiche che a lei piacciono, e le chiede di sposarlo e lei accetta.
Abby dopo una giornata massacrante seguendo il caso del prematuro, si ritrova da DocMagoo's con Carter; parlando, Abby ammette i suoi problemi e Carter le chiede di essere la sua guida; nonostante qualche perplessità iniziale, Abby accetta.

## Pronto soccorso galattico
- Titolo originale: Mars Attacks
- Diretto da: Paris Barclay
- Scritto da: R. Scott Gemmill

### Trama
John Carter torna finalmente al lavoro e viene accolto da tutti in maniera entusiasta, ma resta un po' disorientato dai cambiamenti che sono avvenuti al reparto; si trova presto a cozzare con le restrizioni imposte dalla Weaver.
La Weaver offre ad Abby di lavorare come infermiera al pronto soccorso, così in attesa di riprendere gli studi può maturare esperienza. In seguito al crollo di una struttura in cui era in atto un convegno a tema su Star Trek, il pronto soccorso piomba nel caos.
Benton, dopo uno scontro con Romano per la gestione di un paziente, viene licenziato ed è costretto a tornare a casa. Carter si dedica interamente ad un paziente paraplegico, mentre la Weaver affronta un paziente che soffre di autocombustione. Abby, commossa dalle parole di conforto ricevute da Luca Kovac, lo bacia.

## Marcia indietro
- Titolo originale: Benton Backwards
- Diretto da: Richard Thorpe
- Scritto da: Dee Johnson

### Trama
Carter può finalmente occuparsi delle emergenze; gli capita un barbone obeso e durante le cure del caso, dal cappotto escono dei colombi che cominciano a volare nella sala emergenza. Gli capita poi una donna cinese a cui hanno sparato, e Carter dà prova delle sue abilità mediche eseguendo procedure speciali; ma alla fine è vittima di un ennesimo shock, perché l'assassina torna a completare il proprio lavoro.
La Weaver comincia a occuparsi di un anziano disorientato scaricato dalla sua casa di cura, e trattando questa caso conosce la dott.ssa Kim Legaspi, per la quale sembra avere una certa simpatia. A Jing-Mei continuano a capitare casi complicati, e stavolta le si presenta un bambino con una sindrome particolare, terminale.
Tra Luka ed Abby sembra davvero esserci del tenero, dopo un dialogo romantico, Abby gli chiede di uscire; dopo aver passato una serata tranquilla, sulla via del ritorno vengono assaliti da un rapinatore. Luka, reagendo all'aggressione lo ferisce. Giunti al pronto soccorso, si occupano del ragazzo Carter e la Corday, ma non riescono a salvarlo. Carter resta un po' deluso nel trovare Abby in compagnia di Luka.
Benton non riesce a trovare lavoro perché Romano gli ha fatto terra bruciata intorno, vociferando del suo carattere rigido. Con l'aiuto di Elizabeth Corday, Peter riesce a trovare un ottimo posto a Philadelphia e lui accetta di getto, non curandosi della reazione di Cleo, intristitasi all'idea che lui vada via. Dopo uno scontro con Carla per la gestione del figlio Reese, in seguito al suo trasferimento, la quale gli nega l'eventualità, decide di tornare sui suoi passi e trovare un accordo con Romano per restare a Chicago.

## Matrimonio d'emergenza
- Titolo originale: Flight of Fancy
- Diretto da: Paris Barclay
- Scritto da: R. Scott Gemmill

### Trama
Mark è costretto a fare un trasporto in eliambulanza e, visto che Luka è introvabile dopo gli avvenimenti recenti, deve lasciare il pronto soccorso alla direzione di Peter Benton che ha ottenuto da Romano un contratto a gettone, un po' sfavorevole.
Kovac è tormentato dal pensiero di aver ucciso il rapinatore e non si dà pace; vuole a tutti i costi conoscerne l'identità. Durante il trasporto in elicottero il paziente ha delle complicazioni, Greene riesce a salvarlo ma poi è l'elicottero ad avere un problema e sono costretti a fare un atterraggio di emergenza.
Benton prova a gestire il pronto soccorso ma, causa l alto numero di pazienti, alla fine deve arrendersi e richiamare la Weaver dal suo giorno libero. Carter si occupa di un giovane paziente che non ha mai saputo di essere sieropositivo dalla nascita; ne partirà una lotta per informarlo della sua salute.
Peter continua ad avere problemi con Cleo, che ancora non lo perdona per la questione di Philadelphia. Mark ed Elizabeth fanno da testimoni al matrimonio del paziente elitrasportato e della ragazza, e decidono che il loro sarà un matrimonio semplice. Abby, dopo aver tentato invano di trovare Luka, per tutto il giorno, va al suo albergo per provare a consolarlo.

## La madre
- Titolo originale: The Visit
- Diretto da: Jonathan Kaplan
- Scritto da: John Wells

### Trama
Arriva un'emergenza e Kovac, ancora turbato, riesce a evitare di occuparsene, lasciandola a Benton, che in seguito alle prime cure ha uno scontro verbale con Malucci, per il modo in cui quest'ultimo si comporta durante le emergenze. Mark parla con Kerry per andare via prima, perché ha un weekend romantico con Elizabeth.
Jing-Mei comincia ad informarsi per dare in adozione il bambino, mentre il pronto soccorso viene scosso dal vulcanico arrivo di Maggie Wyczenski, la madre di Abby. Abby in un primo momento rifiuta di vederla e nega di conoscerla, ma poi si convince e comincia a parlare con lei. Kovac si occupa di una giovane che ha avuto un incidente con l'auto e le cui condizioni non convincono; Elizabeth Corday è alle prese con un uomo che ha un problema alla schiena, dovuto ad un'ernia del disco.
Mark, Elizabeth e Malucci si ritrovano un ragazzo di colore a cui hanno sparato, che si scopre essere il nipote di Peter, che chiamato da Clio si precipita ad assistere il nipote allontanando Malucci. Romano e la Corday hanno uno scontro sulla cura del paziente discopatico, in quanto il primario l'accusa di usare procedure non idonee per evitare di tardare al suo weekend.
Dopo una serie di interventi strazianti, Benton deve accettare che il nipote è morto. Elizabeth comincia ad operare il suo paziente e tutto sembra andare per il meglio, ma alla fine il suo weekend sarà interrotto da alcune complicazioni occorse. Kovac continua a seguire un caso di sospetti abusi. Dopo uno scontro fisico con Malucci, Peter si calma e comincia a ripulire il corpo del nipote. Dopo uno scontro con la madre, Abby prova a rimandarla a casa, senza riuscirci.
- Guest star: Sally Field (Maggie Wyczenski)

## Salvami!
- Titolo originale: Rescue Me
- Diretto da: Christopher Chulack
- Scritto da: Neal Baer

### Trama
Mark continua ad avere fastidi al collo e mal di testa, e li imputa ai postumi di una partita ad hockey; Elizabeth, intanto, riceve un atto di citazione per negligenza. Abby sembra aver convinto la madre a ripartire, ma dopo un po' se la rivede piombare in reparto.
Elizabeth viene attaccata da Romano per quel paziente che è rimasto invalido, arriva un'emergenza e lei si sente male, vomita; dopo alcuni esami scopre di essere incinta. Contemporaneamente, Mark accusa un malore, e in seguito a degli esami scopre di avere un grave tumore al cervello.
Carter cura un ubriaco feritosi accidentalmente, il signor Florea, e trascura le sue lamentele credendolo farmaco-dipendente. In seguito ad accertamenti, apprende di un trombo alla femorale e gli applica una particolare terapia con poca cautela, avendo uno scontro prima con Chuny, che si rifiuta di somministrare i farmaci richiesti e poi con Kovac.
Un paziente fuma in camera e, causa una fuga di etere, avviene un'esplosione che coinvolge anche Abby. Kerry va nuovamente a cena con la Legaspi, e tra le due sembra esserci una certa complicità tanto che la Legaspi le rivela i suoi interessi.
- Altri interpreti: Anthony Lee (Mr. Florea)
- Curiosità: L'episodio è dedicato alla memoria di Anthony Lee, l'attore che interpreta mr. Florea, assassinato pochi giorni prima della messa in onda dell'episodio.[2]

## La nostra danza
- Titolo originale: The dance we do
- Diretto da: Christopher Misiano
- Scritto da: Jack Orman

### Trama
La relazione tra Luka ed Abby prosegue, ma i loro caratteri introversi non favoriscono il rapporto ed Abby è sempre alle prese con la madre, rimasta a Chicago, che le dà continui pensieri.
Mark ancora non ha detto a Elizabeth della malattia, anche perché cominciano le sue udienze per la causa di negligenza. Mentre Elizabeth depone, Mark riceve le conferme della gravità circa la sua salute.
Carter ha concluso il trimestre di prova, e fa gli ultimi controlli, provocando però l'ira di Mark e durante uno scontro verbale, lui si sente male e quando si riprende va via subito, buttando le cartelle. Carter prova a parlargli e lui gli confessa le sue condizioni.
Nel frattempo Elizabeth continua l'udienza. La madre di Abby ha un'altra crisi; durante un colloquio di lavoro, sfonda una verina e si ferisce, portata al pronto soccorso, dà in escandescenza, Abby rinuncia a disporre delle sue cure e mentre la Legaspi ordina il suo ricovero coatto, lei fugge dall'ospedale, nella rassegnazione di Abby.
Elizabeth torna a casa e confessa a Mark la sua frustrazione per aver mentito e per aver commesso un errore come medico; Mark approfitta della situazione per confessarle le sue condizioni.
- Guest star: Sally Field (Maggie Wyczenski)

## I dubbi di Chen
- Titolo originale: The Greatest of Gifts
- Diretto da: Jonathan Kaplan
- Scritto da: Elizabeth Hunter

### Trama
Jing-Mei entra in travaglio e chiama Carter per farsi sostenere durante il parto. Benton, dopo aver curato la fidanzata del nipote morto, pestata male dagli assassini dello stesso nipote, la tiene in casa di Clio per proteggerla da ritorsioni; ma la convivenza non convince.
Mark ed Elizabeth volano a New York per consultare un famosissimo chirurgo per discutere su un tipo di operazione che potrebbe aiutarlo. Benton è alle prese con una bambina spaventata dall'intervento che deve subire per aiutare la sorella maggiore, malata di leucemia.
Jing-Mei partorisce, e deve ora salutare il bambino per lasciarlo alla famiglia scelta per l'affido, ma comincia a dubitare sulla validità della sua scelta. Carter, continua a sostenerla e le parla per capire il suo vero stato d'animo.
Conclusi gli esami, Mark ed Elizabeth attendono il responso, che non sembra per niente positivo; Mark si abbandona in uno stato di autocommiserazione, arrivando a chiedere a Elizabeth se sia il caso di tenere lo stesso il bambino, ma alla fine sembra esserci una speranza.
Carter non riesce a riposare e arriva una nuova emergenza multipla; sotto forte stress, cede e prende, senza rendersene conto, due pillole portate da un paziente. Dopo pochi minuti, corre in bagno e le vomita.

## Capodanno da ricordare
- Titolo originale: Piece of Mind
- Diretto da: David Nutter
- Scritto da: Tom Garrigus, R. Scott Gemmill

### Trama
Mark ed Elizabeth sono a New York, Mark deve essere operato l'ultimo dell'anno. A Chicago un bruttissimo incidente ha coinvolto padre e figlio, Dan e Paul Harris; Malucci, in giro coi paramedici arriva sul posto. Il padre resiste, ma il figlio sembra grave. Dopo varie piccole complicazioni il giovane migliora ed è invece il padre ad avere problemi cardiaci, a cui è stato imputato l'incidente.
Mark prosegue la sua preparazione all'operazione, finché arriva il momento. L'operazione sembra partire bene, ma poi sorge una complicazione; l'intervento, infine, riesce bene.
- Altri interpreti James Belushi (Dan Harris), Jared Padalecki (Paul Harris)

## Sensi di colpa
- Titolo originale: Rock, Paper, Scissors
- Diretto da: Jonathan Kaplan
- Scritto da: Dee Johnson

### Trama
Benton viene svegliato nel cuore della notte da Kynesha che è scappata dalla casa-accoglienza e si trova in una zona malfamata. La situazione peggiora ma alla fine Peter riesce a sistemare la ragazza con l'assistente sociale.
Elizabeth non riesce a dormire perché in ansia per gli esiti del processo Patterson. Alla fine i legali si accordano con uno stratagemma, ma lei non riesce a darsi pace. Arrivano due pedoni investiti in gravi condizioni la madre deve essere operata d'urgenza ma Elizabeth, comincia ad aver paura di sbagliare e si blocca; l'assistente è costretta a chiamare d'urgenza Romano.
La piccola vittima dell'incidente stradale muore, e quando arriva l'ubriaco investitore Kovac lo tratta con modi bruschi. Carter, messo alle strette da Abby, che rinuncia ad essere la sua guida, racconta alla Weaver del suo piccolo errore.
Kovac è alle prese con i problemi di salute del Vescovo Lionel Stewart e comincia a scontrarsi con lui per questioni religiose. La dott. Legaspi pensa che la Weaver la eviti a causa dei suoi sentimenti; dopo un diverbio verbale le due si ritrovano da DocMagoos e Kerry chiede a Kim di restare con lei.
- Altri interpreti James Cromwell (Mons. Lionel Stewart)

## Consapevolezza
- Titolo originale: Surrender
- Diretto da: Feliz Enriquez Alcalà
- Scritto da: R. Scott Gemmill e Joe Sachs

### Trama
Kerry comincia ad avere una seria relazione con Kim, anche se comincia ad aver paura che la notizia circoli nell'ambiente di lavoro, temendo i giudizi dei colleghi. Benton viene promosso da Romano come Coordinatore della commissione per le minoranze.
Romano prova a stimolare Elizabeth Corday che continua a rimandare le operazioni perché ancora sotto choc in seguito alla vicenda Patterson. Greene torna al lavoro dopo tutte le terapie ma sembra ancora un po' stressato ed ha alcune reazioni aggressive con i pazienti.
Kovac si occupa di un possibile infortunio sul lavoro clandestino; Kerry segnala il caso all'ispettorato sul lavoro. In seguito a dei controlli presso il mobilificio, scoppia un incendio ed il pronto soccorso è invaso da feriti.
Un ferito ha un problema cardiaco, dopo alcune rimostranze Elizabeth lo porta in sala operatoria per analisi ed è costretta ad operarlo. Durante l'operazione subisce un'altra crisi di panico ma Romano, stavolta, resta a guardare e non interviene, riuscendo così a farle superare la crisi.
Carter viene ammesso dalla Weaver con ulteriori restrizioni e questo lo porta ad uno scontro con Benton, al quale non aveva raccontato della sua debolezza. Decide di tornare a trovare suo cugino Chase e di raccontargli la sua storia.
- Altri interpreti: Jonathan Scarfe (Chase Carter), Tom Bosley (Walter), Tom Poston (Earl)

## Vite in bilico
- Titolo originale: They will be done
- Diretto da: Richard Thorpe
- Scritto da: Meredith Stiehm e Joe Sachs

### Trama
Il vescovo Stewart torna a parlare con Kovac per il persistere di alcuni acciacchi; a seguito di analisi approfondite, Luka comunica al vescovo che è affetto da Lupus, ma egli ne era già a conoscenza. Nel frattempo arriva anche un sedicenne che necessita di un trapianto, ma il giovane rifiuta, perché per lui sarebbe il terzo.
Carter chiede ad Abby di accompagnarlo ad una festa organizzata dai nonni al museo, nascondendo l'eleganza e serialità dell'evento, e provando a farsi notare in tutti i modi.
Mark continua ad avere atteggiamenti nervosi, è spigoloso con tutti ed ha ancora piccoli problemi di afasia, che lo irritano ancora di più. È intollerante e rassegnato quando affronta i casi critici e per questo si scontra con la Weaver. Kerry deciderà di valutare la possibilità del suo impiego.
- Altri interpreti: James Cromwell (Mons. Lionel Stewart)

## La forza della fede
- Titolo originale: A Walk in the Woods
- Diretto da: John Wells
- Scritto da: John Wells

### Trama
Jing-Mei torna al lavoro dopo il parto, ma sembra ancora un po' arrugginita e scossa nel trattare coi bambini. Arriva un bambino grave, in seguito a vari controlli Carter, in disaccordo con Chen, intuisce che ha il morbillo. Quando arrivano i genitori, confermano che non lo hanno mai vaccinato, confermando la tesi di John. Nonostante i vari sforzi, il piccolo non ce la fa.
Torna al pronto soccorso il Vescovo Stewart, in condizioni sempre più gravi, e Kovac ha di nuovo uno scontro con lui. Contro il suo parere, il vescovo va via per presenziare all'ordinazione di un sacerdote e Luka, lo segue con il kit di soccorso.
Intanto Mark Greene viene contattato dal responsabile della commissione medica, per valutare le sue capacità e la sua idoneità alla professione medica; capito che la segnalazione è venuta dalla Weaver l'affronta a muso duro nei corridoi. Anche la Corday si scontra con Kerry e le sfoga tutta la sua rabbia.
- Altri interpreti: James Cromwell (Mons. Lionel Stewart)

## Deragliamento
- Titolo originale: The Crossing
- Diretto da: Jonathan Kaplan
- Scritto da: Jack Orman

### Trama
Benton prova a suggerire come comportarsi al colloquio ad uno studente che ha preso a cuore in seguito alla sua promozione alla commissione minoranza. Mark fa gli ultimi test di idoneità prescritti dalla commissione medica.
Un'auto di traverso provoca il deragliamento di un treno e Kovac e Carter corrono sul luogo dell'incidente per prestare i primi soccorsi. Luka, nel vedere quelle scene di dolore e morte rivive i momenti di panico passati al momento della guerra nella ex-Jugoslavia e tutto gli ricorda la morte dei suoi familiari.
Arriva anche la Corday, per verificare il grave caso di un pompiere rimasto bloccato sotto una carrozza. Mentre cominciano ad amputargli le gambe, ad Elizabeth, nonostante sia solo alla 25ª settimana, vengono le doglie.
Calmatesi le acque, Luka sale a controllare la salute del vescovo, a cui restano poche ore di vita; dopo un breve colloquio il vescovo convince Luka a confessarsi.
- Altri interpreti James Cromwell (Mons. Lionel Stewart), Lourdes Benedicto (Rena Trouillo)

## Caccia alle streghe
- Titolo originale: Witch Hunt
- Diretto da: Guy Norman Bee
- Scritto da: R. Scott Gemmill

### Trama
Luka manifesta a Abby le sue intenzioni di lasciare l'albergo e trovare un appartamento tutto suo, o loro. La dottoressa Legaspi viene interrogata dalla polizia, perché accusata di molestie sessuali dalla ragazza che causò il deragliamento; la Weaver condannerà la sua condotta e le due avranno un duro scontro.
Mark accompagna Elizabeth, che torna al lavoro dopo il riposo forzato e trova alcuni cambiamenti nel suo ruolo. John prosegue la sua relazione con la giovane Rena, ma scopre la sua giovanissima età - 19 anni - e ne parla con Abby, distraendola dalla bambina di cui si occupava. Al ritorno in camera, la bambina è scomparsa e il pronto soccorso piomba nel caos; Abby non si dà pace.
Il dott. Greene si scontra con Malucci per la gestione di un giovane paziente che si mostra aggressivo, anche perché assume steroidi. Il ragazzo subisce il rapporto col padre ma Greene non vuole aiutarlo e Dave gli rinfaccia il suo cambio di atteggiamento nei confronti dei pazienti in seguito alla malattia. Intanto arriva il risultato dei test a cui si è sottoposto, e l'esito è positivo.
- Altri interpreti Lourdes Benedicto (Rena Trouillo)

## Selezione naturale
- Titolo originale: Survival of the Fittest
- Diretto da: Marita Grabiak
- Scritto da: Joe Sachs e Elizabeth Hnter

### Trama
Cleo è alle prese con una paziente che dà segni di demenza, scaricata dalla casa di cura. Al pronto soccorso arriva un borseggiatore ferito da una poliziotta, che ha il grilletto facile. Tant'è che, mentre il suo collega viene medicato, l'anziana prende la pistola per protestare contro la mancata assistenza e lei le spara due colpi in pieno petto. L'anziana muore e sia Cleo sia Peter, si dannano per non averle prestato la giusta attenzione.
Elizabeth continua a lavorare nonostante la gravidanza le dia lievi fastidi che, a detta del dott. Romano, ne inficiano il lavoro. Lei, caparbia come sempre, insiste nel lavorare cominciando però ad accusare la fatica dell'impegno in gravidanza.
Mark si occupa di una giovane che, dopo aver preso dei medicinali per favorire l'ovulazione, per donare i suoi ovuli ad una coppia, viene colta da ictus, compromettendo irrimediabilmente la sua salute. Luka invece deve occuparsi di una giovane dodicenne che aspetta un bambino.
- Altri interpreti Lourdes Benedicto (Rena Trouillo)

## Sposa bagnata
- Titolo originale: April Showers
- Diretto da: Christopher Misiano
- Scritto da: Tom Garrigus e Dee Johnson

### Trama
È giunto il giorno del matrimonio ed Elizabeth è in preda al panico per gli ultimi contrattempi. Kerry, indispettita dal non aver ricevuto l'invito al matrimonio, prova ad organizzare i turni in seguito alle defezioni dei medici ed infermieri invitati alla cerimonia.
Intanto, a causa del temporale, c'è un incidente che coinvolge un bus con delle detenute. Il pronto soccorso è pieno di feriti e tra Kovac e Carter continuano gli screzi dovuti sia alla voglia di prevaricazione territoriale in ospedale, sia ad una certa gelosia per i rapporti con Abby.
Continuano i contrattempi e mentre Elizabeth riesce, con un pizzico di fortuna, a raggiungere la chiesa, Mark resta imbottigliato nel traffico e tarda moltissimo a raggiungere la cerimonia. Il ritardo accumulato irrita Elizabeth che crolla davanti ai suoi genitori, manifestando tutte le sue paure sulla salute di Mark. Finalmente Mark arriva e la cerimonia ha inizio.
- Altri interpreti Lourdes Benedicto (Rena Trouillo)

## Maggie
- Titolo originale: Sailing away
- Diretto da: Laura Innes
- Scritto da: Jack Orman e Meredith Stiehm

### Trama
Abby riceve la visita del suo ex-marito che la avvisa di aver ricevuto una telefonata da un albergo nell'est nel quale la madre si è barricata da alcune settimane. Presa dal panico accetta l'aiuto di John per riportarla a Chicago, scontrandosi con Luka che vorrebbe invece evitarle il disagio e la delusione, ed è visibilmente geloso della presenza di Carter; anche Reena è contrariata dalla scelta di John.
Giunti presso l'albergo, il gestore gli apre l'appartamento e i due trovano Maggie in uno stato pietoso; Abby comincia subito a occuparsi della madre. Caricatala sull'auto, ripartono per Chicago. In un autogrill ruba una confezione di medicinali e la assume di nascosto. Arrivati a Chicago, va in crisi ed è ripresa per i capelli.
Nel frattempo, al pronto soccorso, Elizabeth partorisce una bella bimba e con Mark decidono di chiamarla Ella. Peter e Cleo si occupano di alcuni giovani alle prese con le prove di iniziazione delle sette collegiali.
- Altri interpreti Sally Field (Maggie Wyczenski), Lourdes Benedicto (Rena Trouillo)

## L'udienza
- Titolo originale: Fear of Commitment
- Diretto da: Anthony Edwards
- Scritto da: R. Scott Gemmill

### Trama
A causa di un errore burocratico, Abby scopre che sua madre (che ha tentato il suicidio) si trova davanti al giudice per un'udienza, e corre in aula per testimoniare che la donna non dovrebbe essere rilasciata. Maggie però si dimostra controllata e dà di sé un'ottima impressione al magistrato.
Nel frattempo, Kerry dà una terribile notizia a una senzatetto, che un tempo presentava un programma per bambini che lei seguiva da piccola.
Peter cerca di aiutare uno dei suoi insegnanti di liceo, un tempo suo mentore e ora sofferente per un arresto cardiaco. Indaffarato, l'uomo si fa male ad una mano aiutando un ciclista caduto; più tardi viene a sapere che Carla, ferita, è stata ricoverata in pronto soccorso con il piccolo Reese.
John aiuta una donna incinta ferita, e più tardi va in collera quando il marito lo informa su come si sono svolti i fatti
- Guest star: Sally Field (Maggie Wyczenski)

## Progetto di vita
- Titolo originale: Where the Heart is
- Diretto da: Richard Thorpe
- Scritto da: Dee Johnson e Meredith Stiehm

### Trama
Abby, ormai stanca, intravede un raggio di speranza nella cura della madre, mentalmente disturbata. La donna infatti dà alla studentessa/infermiera alcuni buoni consigli in un raro momento di lucidità.
Carla, l'ex di Peter, trova da ridire su Cleo. Intanto i sospetti di Mark sono confermati quando cura un bambino di sette anni molto ribelle, che riporta segni di maltrattamenti.
I piani di John per porre la sua candidatura a capo degli assistenti sono accantonati da Kerry, che appoggia Jing-Mei per il prossimo anno. Kerry intanto soffre per il rimorso quando incontra la nuova ragazza della dottoressa Legaspi, e quando ha a che fare con una ragazza ritardata, il cui unico membro della famiglia giace in gravi condizioni.
Molti medici e infermieri del pronto soccorso si divertono giocando a softball.

## Furia scatenata
- Titolo originale: Rampage
- Diretto da: Jonathan Kaplan
- Scritto da: Jack Orman

### Trama
Il pronto soccorso è sommerso da vittime di una sparatoria, quando un padre folle compie una strage. Mark, terrorizzato, si rende conto che il suo personale collegamento con l'omicida può risultare fatale per Elizabeth ed Ella.
Nel bel mezzo del caos causato dalla sparatoria, John si trova nell'indesiderabile posizione di dover appoggiare la promozione di Jing-Mei, che a lui è stata negata.
Peter è inaspettatamente assalito dal marito di Carla, mentre Cleo si taglia mentre sta curando un paziente HIV positivo.
Robert fa emergere tutti i suoi pregiudizi quando cerca di forzare la dottoressa Legaspi.